# Гаваево
Гаваево — посёлок в Атяшевском районе Республики Мордовия. Входит в состав Киржеманского сельского поселения.

## География
Расположено на реке Нушлейка.

## Этимология
Назван в честь активного участника гражданской войны, основателя поселка и колхоза, отца Николая Тихоновича Гаваева — Тихона Васильевича Гаваева.

## История
Основан в 1922 году переселенцами из села Лобаски. В конце 1920-х образована сельскохозяйственная артель «Якстере теште». По данным на 1931 год посёлок Гаваево состоял из 21 двора и входил в состав Краснопоселкового сельсовета Чамзинского района.

## Население
| 2002 | 2010 |
| ---- | ---- |
| 14   | ↘3   |

Национальный состав
Согласно результатам Всероссийской переписи населения 2002 года, в национальной структуре населения мордва-эрзя составляла 100 %.